# تاتاماغوتشي (نوفا سكوشا)
تاتاماغوتشي (بالإنجليزية: Tatamagouche)‏ هي بلدة تقع في كندا في Colchester County, Nova Scotia. يقدر عدد سكانها بـ 2,037 نسمة .

## أعلام
- رون جويس